# Безпекова дилема
Безпекова дилема, або спіральна модель, — це термін, який використовується в міжнародних відносинах і належить до ситуації, коли дії держави, які спрямовані на посилення безпеки, наприклад збільшення своєї військової потужності або створення альянсів, може призвести до того, що інші держави почнуть відповідати аналогічними заходами посилюючи напругу, що призведе до конфлікту, навіть коли жодна із сторін не бажає цього.

Цей термін був введений німецьким вченим Джоном Герцом у 1951 році в книзі «Політичний реалізм і політичний ідеалізм». Водночас британський історик Герберт Баттерфілд описав ту ж ситуацію, в його книзі «Історія та людські відносини», але називаючи цей термін як «абсолютна скрутна і неспрощена дилема». За словами Джона Герца, безпекова дилема є структурним поняттям, в якому спроби самодопомоги держав піклуватися про своїх потреби в області безпеки, як правило, незалежно від намірів можуть привести до дедалі більшої нестабільності для інших держав, оскільки кожен інтерпретує свої власні заходи як оборонні, а заходи інших як потенційну загрозу.
Часто наводиться приклад безпекової дилеми після Першої світової війни. Прихильники цієї точки зору стверджують, що головні європейські держави відчували себе змушеними йти на війну через почуття незахищеності від спілок своїх сусідів, не дивлячись на те, що вони насправді не хотіли війни. Крім того, страх Німеччини щодо ведення бойових дій війни на два фронти призвели до розробки сумнозвісного плана Шліффена, в якому був докладно зазначений прискорений графік мобілізації. Наступ німецької мобілізації, своєю чергою, чинив тиск на інші держави. Проте, інші вчені заперечують цю інтерпретацію витоків війни, стверджуючи, що деякі з держав, що брали участь дійсно бажали конфлікту.
Безпекова дилема має важливі відносини з іншими теоріями та доктринами міжнародної безпеки. Частиною теорії безпекової дилеми є те, що вона розчиняється з рядом інших теорій. Інші теорії також можна розглядати з точки зору безпекової дилеми.

## Оборонний реалізм
Безпекова дилема є основним припущенням оборонного реалізму. Кеннет Волтц вважає, що через те що світ є анархічним і у нього немає спільного уряду, виживання стає головною мотивацією держав. Держави не довіряють намірам інших держав і, як наслідок завжди намагаються максимізувати свою власну безпеку, що призводить до ситуації безпекової дилеми. Наступально-оборонна теорія оборонного реалізму є потенційною теорією, що пояснює рівень загрози випливаючи з безпекової дилеми. Оборонні реалісти часто розцінюють успіх Сполучених Штатів в Першій світовій війні як результат оборонного підходу, прийнятого Сполученими Штатами. Оборонні реалісти стверджують, що якби Сполучені Штати прийняли наступальну позицію, то вони не були б у безпеці. Таким чином суть оборонного реалізму в тому, що в деяких випадках держави можуть уникнути дилему безпеки.

## Наступальний реалізм
Наступальний і оборонний реалізм є видами структурного реалізму. Вони поділяють основні переконання виживальників, етатизму, самодопомоги і анархії. Проте, на відміну від оборонного реалізму, наступальний реалізм розглядає держави як агресивних максимізаторів влади, а не як максимізаторів безпеки. За словами Джона Міршаймера, «Невизначеність з приводу намірів інших держав є неминучим, а це означає, що держави ніколи не можуть бути впевнені, що інші держави не мають наступальних намірів разом зі своїми наступальними можливостями». Також він зазначає що, хоча досягнення гегемонії будь-якою державою неможливі в сучасній міжнародній системі, не існує такого поняття, як статус-кво і «світ приречений до довічних змагань за велику владу».
На переконання, що міжнародна система є анархічною і що кожна держава повинна самостійно забезпечувати своє власне виживання, Волтц стверджує, що слабші держави намагаються знайти баланс зі своїми суперниками і сформувати альянс з сильнішою державою, щоб отримати гарантії безпеки проти наступу ворожої держави. З іншого боку, Мірсшаймер і інші наступальні реалісти стверджують, що анархія закликає всі держави завжди збільшує свою владу, тому що одна держава ніколи не може бути впевнена у намірах інших держав. Іншими словами, оборонний реалізм стверджує, що безпека може бути збалансована в деяких випадках, і що безпекову дилему можна уникнути. У той час наступальні реалісти не повною мірою згодні з поглядами оборонних реалістів, стверджуючи, що якщо держави можуть отримати перевагу в порівнянні з іншими державами, то вони будуть робити це. Коротко кажучи, бо держави хочуть, максимізувати свою владу в цій анархічній системі і оскільки держави не можуть довіряти одна одноій, безпекова дилема неминуча.

## Наступально-оборонна теорія
Наступально-оборонна теорія Роберта Джервіса допомагає вирішити інтенсивність безпекової дилеми. Щоб описати її інтенсивність, Джервіс використовує чотири сценарії.
- Якщо наступальна і оборонна поведінка є малопомітною, але оборона має перевагу, то безпекова дилема є значнішою та вдвічі небезпечнішою. Держави статусу-кво будуть триматися в агресивній манері і буде зростати ймовірність перегони озброєнь. Шанси співпраці між державами є низькими.
- Коли наступальна і оборонна поведінка не є помітні, але захист має перевагу, то безпекова дилема «інтенсивна» в поясненні поведінки держав, але не так значніша аніж в першому випадку. У такій ситуації держава може бути в змозі посилити свою безпеку, не становлячи загрозу для інших держав і не ставлячи під загрозу їх безпеку.
- Там, де наступальна і оборонна поведінка помітна, але оборона має перевагу, безпекова дилема «не інтенсивніша», але існують проблеми безпеки. Захист навколишнього середовища є безпечним, але наступальна поведінка має ту перевагу, що може привести до агресії в майбутньому.
- Там, де наступальна і оборонна поведінка помітна і оборона має перевагу, безпекова дилема має малу інтенсивність або не має її взагалі або, а навколишнє середовище «вдвічі безпечніше». Оскільки існує невелика небезпека наступальних дій з боку інших держав, держава зможе витратити частину свого оборонного бюджету та інших ресурсів на розвиток держави.